# Церковь Сен-Леже (Монтерме)
Церковь Сен-Леже (фр. Église Saint-Léger) — католический храм в городе Монтерме (Арденны), северо-восточная Франция.
Наиболее старая из дошедших до нас частей церкви Сен-Леже датируется XII веком. Это северная стена нефа, трансепт и арки свода.
Войны и нападения, в том числе вторжение живодёров (1445 год), сильно повредили здание, которое пришлось отреставрировать. К элементам, которые удалось восстановить, была пристроена колокольня, хоры, а здание оформлено по образцу готических соборов того времени.
После завершения реконструкции храм был освящён 25 августа 1452 года архиепископом Жаном II Жувенелем.
В архитектуру церкви неоднократно вносились изменения, в частности, во время религиозных войн, когда оно было укреплено. Окна использовались как бойницы.
Церковь не раз страдала от разливов реки Мёз. Так, в 1658 г. в неё можно было попасть только на лодке, а 29 декабря 1740 года в Монтерме было разрушено три дома. Приходской священник в то время, Пьер де ла Э, оставил надписи, чтобы увековечить память о наводнении.
В 1961 и 1967 годах были восстановлены три исторические фрески храма.